# Monte Falterona
Il monte Falterona (1654 m s.l.m.) è la seconda cima più elevata dell'Appennino tosco-romagnolo, dopo il vicino monte Falco (1658 m s.l.m.)

## Descrizione
Si trova nel cuore delle Foreste Casentinesi e fa parte del Parco nazionale delle Foreste Casentinesi, Monte Falterona e Campigna. La sua vetta è attraversata dal confine tra la provincia di Firenze e quella di Arezzo; il vicino Monte Falco, la cui vetta si trova sullo spartiacque appenninico, segna invece il confine tra la provincia di Firenze, quella di Arezzo e quella di Forlì-Cesena al confine tra Toscana ed Emilia-Romagna.
La montagna, di struttura arenacea, è ricoperta di faggi e dai suoi fianchi sgorga la fonte del fiume Arno, il fiume di Firenze e Pisa.

### Capo d'Arno

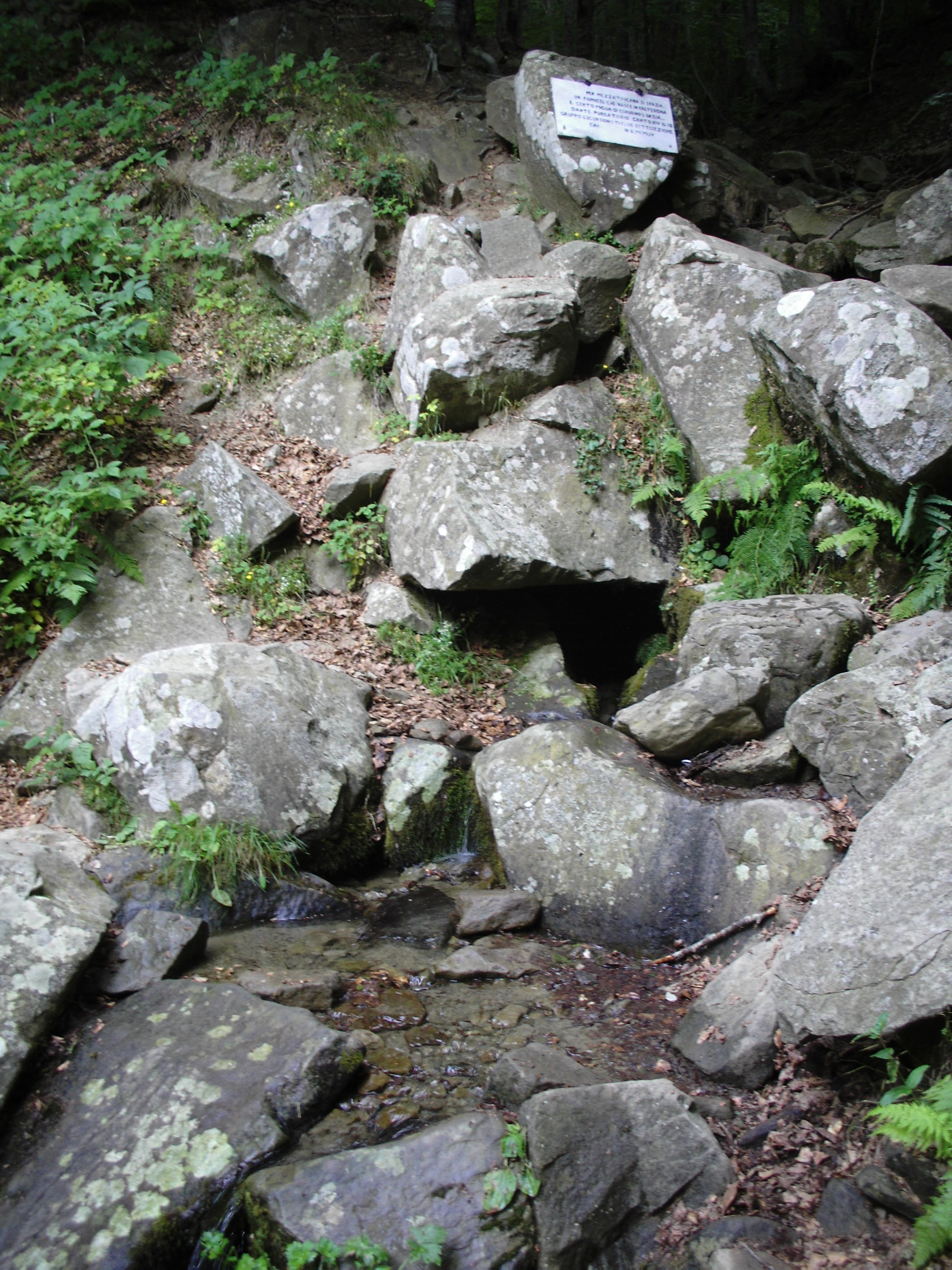
Sorgente dell'Arno

Nel versante meridionale facente parte del territorio comunale di Pratovecchio Stia, a quota 1 358 metri, si trova una sorgente (detta Capo d'Arno), considerata l'origine del fiume omonimo nonché maggior corso d'acqua toscano.
Segnala il luogo preciso una lapide con scritti i celebri versi danteschi: 
(Dante Alighieri, Divina Commedia, Purgatorio, Canto XIV)

### Il lago degli Idoli
Più ad est si trova un piccolo specchio d'acqua denominato lago degli Idoli: il lago è stato ripristinato recentemente, in quanto fino a poco tempo fa era completamente scomparso. 

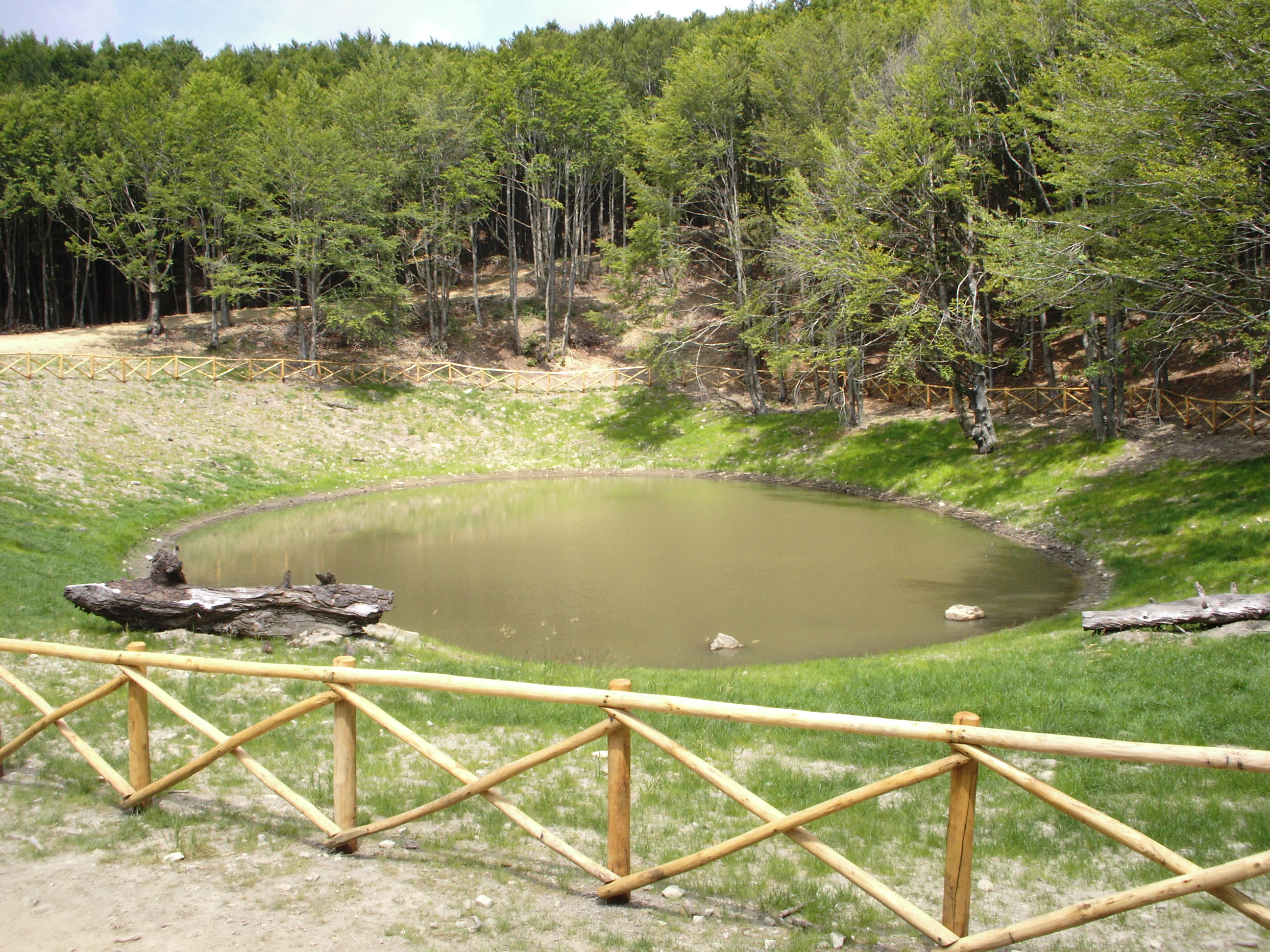
Il lago degli Idoli

Si tratta di un rilevante sito archeologico dove sono state rinvenute numerose statuette prevalentemente di origine etrusca, ma anche greco-ellenistica e romana. Una gran parte di queste rappresenta parti anatomiche umane, le quali vanno annoverate nella categoria degli ex voto, ma anche statuette raffiguranti animali, a simboleggiare sacrifici: tutto questo dà una connotazione fortemente sacrale al luogo.
Nella primavera del 1838 in seguito ad un fortunoso ritrovamento di una statuetta bronzea da parte di una mandriana nei pressi di questo lago, si costituì a Stia una società formata da un gruppo di amatori locali che intraprese una campagna di scavo: l'eccezionale quantità di reperti emersi negli anni 1838-1839 portarono in breve al prosciugamento del lago stesso per facilitare le escavazioni. Come già detto, infatti, il lago è tornato a nuova vita solamente da pochi anni.
Tutto il frutto di questa prima campagna di scavi fu offerto al Granduca Leopoldo II, il quale non solo non si mostrò interessato all'acquisto ma addirittura non fece niente per impedire che questo tesoro venisse disperso: alcuni reperti sono stati infatti individuati nelle collezioni permanenti dei più prestigiosi musei del mondo (Louvre, British Museum, Ermitage, ecc.), ma della maggior parte non ne conosciamo l'ubicazione.
Negli anni seguenti altre campagne di scavo si sono succedute portando altri notevoli risultati, soprattutto grazie al Gruppo Archeologico Casentinese. Le statuette e gli altri reperti rinvenuti nei recenti scavi del 2003-2007 sono esposti al Museo Archeologico del Casentino "Piero Albertoni" di Bibbiena.